# Gran Premio di Germania 1995
Il Gran Premio di Germania 1995 fu una gara di Formula 1, disputatasi il 30 luglio 1995 sull'Hockenheimring. Fu la nona prova del mondiale 1995 e vide la vittoria di Michael Schumacher su Benetton-Renault, seguito da David Coulthard e da Gerhard Berger. 
Questa è stata l'ultima gara per il pilota italiano Pierluigi Martini che decise di lasciare la F1.

## Qualifiche
| Pos | N  | Pilota                   | Costruttore/Motore | Tempo    | Gap     |
| --- | -- | ------------------------ | ------------------ | -------- | ------- |
| 1   | 5  | Damon Hill               | Williams-Renault   | 1:44.385 |         |
| 2   | 1  | Michael Schumacher       | Benetton-Renault   | 1:44.465 | +0.080  |
| 3   | 6  | David Coulthard          | Williams-Renault   | 1:44.540 | +0.155  |
| 4   | 28 | Gerhard Berger           | Ferrari            | 1:45.553 | +1.168  |
| 5   | 14 | Rubens Barrichello       | Jordan-Peugeot     | 1:45.765 | +1.380  |
| 6   | 15 | Eddie Irvine             | Jordan-Peugeot     | 1:45.846 | +1.461  |
| 7   | 8  | Mika Häkkinen            | McLaren-Mercedes   | 1:45.849 | +1.464  |
| 8   | 7  | Mark Blundell            | McLaren-Mercedes   | 1:46.221 | +1.836  |
| 9   | 2  | Johnny Herbert           | Benetton-Renault   | 1:46.315 | +1.930  |
| 10  | 27 | Jean Alesi               | Ferrari            | 1:46.356 | +1.971  |
| 11  | 30 | Heinz-Harald Frentzen    | Sauber-Ford        | 1:46.801 | +2.416  |
| 12  | 26 | Olivier Panis            | Ligier-Mugen-Honda | 1:47.372 | +2.987  |
| 13  | 4  | Mika Salo                | Tyrrell-Yamaha     | 1:47.507 | +3.122  |
| 14  | 29 | Jean-Christophe Boullion | Sauber-Ford        | 1:47.636 | +3.251  |
| 15  | 9  | Massimiliano Papis       | Footwork-Hart      | 1:48.093 | +3.708  |
| 16  | 24 | Luca Badoer              | Minardi-Ford       | 1:49.302 | +4.917  |
| 17  | 3  | Ukyo Katayama            | Tyrrell-Yamaha     | 1:49.402 | +5.017  |
| 18  | 25 | Aguri Suzuki             | Ligier-Mugen-Honda | 1:49.716 | +5.331  |
| 19  | 10 | Taki Inoue               | Footwork-Hart      | 1:49.892 | +5.507  |
| 20  | 23 | Pierluigi Martini        | Minardi-Ford       | 1:49.990 | +5.605  |
| 21  | 21 | Pedro Diniz              | Forti-Ford         | 1:52.961 | +8.576  |
| 22  | 22 | Roberto Moreno           | Forti-Ford         | 1:53.405 | +9.020  |
| 23  | 17 | Andrea Montermini        | Pacific-Ford       | 1:53.492 | +9.107  |
| 24  | 16 | Giovanni Lavaggi         | Pacific-Ford       | 1:54.625 | +10.240 |

## Gara
Al via Damon Hill mantiene il comando davanti a Schumacher, Coulthard, Berger e Barrichello, mentre Hakkinen supera Irvine per la sesta posizione. All'inizio del 2º giro Hill commette un errore banale, quando perde il controllo della sua Williams in frenata e finisce contro le barriere alla prima curva. Lascia così, il comando a Schumacher, primo davanti a Coulthard e Berger. L'austriaco riceve però uno stop and go di penalità, per aver anticipato la partenza. Quando rientra in pista è undicesimo. Barrichello sale dunque in terza posizione, davanti ad Hakkinen, Irvine e Alesi, ora in zona punti.
Alesi è il primo a rientrare ai box al giro 11, ma ancora una volta ai box ci sono problemi e il pit-stop dura ben 25 secondi. Il francese rientra in pista quindicesimo, ma già nella tornata seguente rientra ai box e si ritira per problemi al motore. Dopo 14 giri Schumacher comanda con 5 secondi su Coulthard, 9 su Barrichello e 11 su Hakkinen. Barrichello è tra questi il primo a rientrare ai box, ma anche per lui la gara dura poco dopo il pit-stop e deve ritirarsi per la rottura del motore al giro 20. Quando tutti i piloti sono andati al rifornimento Schumacher è nettamente al comando davanti a Coulthard, Hakkinen, un incredibile Berger, Herbert e Frentzen. Quest'ultimo deve ritirarsi poco dopo per la rottura del motore.
Nel giro successivo anche Hakkinen è costretto al ritiro mentre si trovava in terza posizione, anche lui tradito dal motore. Schumacher intanto ha ampliato il suo vantaggio su Coulthard fino a 25 secondi sapendo che dovrà fermarsi un'altra volta a differenza dello scozzese. Il Campione del Mondo si ferma al giro 33 ed esce dalla pit-lane con 7 secondi su Coulthard. A questo punto non cambia più nulla e il tedesco vince per la quinta volta in stagione e la quindicesima in carriera. Coulthard e Berger chiudono sul podio, Herbert, Boullion e Suzuki sono gli altri in zona punti al termine di una gara che ha visto solo 9 vetture su 24 giungere al traguardo.
Nel mondiale piloti Schumacher approfitta del ritiro di Hill e vola a +21 sull'inglese, 56 a 35. Berger trova il quinto podio stagionale (solo Schumacher meglio di lui con 6), mentre Boullion e Suzuki trovano il loro primo piazzamento a punti della stagione. Nel mondiale costruttori la Benetton allunga ancora su Williams e Ferrari, portandosi ora a +18 e +19.
| Pos | N. | Pilota                   | Costruttore/Motore | Giri | Tempo/Ritiro  | Griglia | Punti |
| --- | -- | ------------------------ | ------------------ | ---- | ------------- | ------- | ----- |
| 1   | 1  | Michael Schumacher       | Benetton-Renault   | 45   | 1:22:56.043   | 2       | 10    |
| 2   | 6  | David Coulthard          | Williams-Renault   | 45   | +5.988        | 3       | 6     |
| 3   | 28 | Gerhard Berger           | Ferrari            | 45   | +1:08.097     | 4       | 4     |
| 4   | 2  | Johnny Herbert           | Benetton-Renault   | 45   | +1:23.436     | 9       | 3     |
| 5   | 29 | Jean-Christophe Boullion | Sauber-Ford        | 44   | +1 Giro       | 14      | 2     |
| 6   | 25 | Aguri Suzuki             | Ligier-Mugen-Honda | 44   | +1 Giro       | 18      | 1     |
| 7   | 3  | Ukyo Katayama            | Tyrrell-Yamaha     | 44   | +1 Giro       | 17      |       |
| 8   | 17 | Andrea Montermini        | Pacific-Ford       | 42   | +3 Giri       | 23      |       |
| 9   | 15 | Eddie Irvine             | Jordan-Peugeot     | 41   | +4 Giri       | 6       |       |
| Ret | 8  | Mika Häkkinen            | McLaren-Mercedes   | 33   | Motore        | 7       |       |
| Ret | 30 | Heinz-Harald Frentzen    | Sauber-Ford        | 32   | Motore        | 11      |       |
| Ret | 24 | Luca Badoer              | Minardi-Ford       | 28   | Perdita olio  | 16      |       |
| Ret | 16 | Giovanni Lavaggi         | Pacific-Ford       | 27   | Cambio        | 24      |       |
| Ret | 22 | Roberto Moreno           | Forti-Ford         | 27   | Semiasse      | 22      |       |
| Ret | 14 | Rubens Barrichello       | Jordan-Peugeot     | 20   | Motore        | 5       |       |
| Ret | 7  | Mark Blundell            | McLaren-Mercedes   | 17   | Motore        | 8       |       |
| Ret | 26 | Olivier Panis            | Ligier-Mugen-Honda | 13   | Perdita acqua | 12      |       |
| Ret | 27 | Jean Alesi               | Ferrari            | 12   | Motore        | 10      |       |
| Ret | 23 | Pierluigi Martini        | Minardi-Ford       | 11   | Motore        | 20      |       |
| Ret | 10 | Taki Inoue               | Footwork-Hart      | 9    | Cambio        | 19      |       |
| Ret | 21 | Pedro Diniz              | Forti-Ford         | 8    | Freni         | 21      |       |
| Ret | 5  | Damon Hill               | Williams-Renault   | 1    | Incidente     | 1       |       |
| Ret | 4  | Mika Salo                | Tyrrell-Yamaha     | 0    | Frizione      | 13      |       |
| Ret | 9  | Massimiliano Papis       | Footwork-Hart      | 0    | Cambio        | 15      |       |

## Classifiche Mondiali

### Piloti
| Pos | Pilota             | Punti |
| --- | ------------------ | ----- |
| 1   | Michael Schumacher | 56    |
| 2   | Damon Hill         | 35    |
| 3   | Jean Alesi         | 32    |
| 4   | Johnny Herbert     | 25    |
| 5   | David Coulthard    | 23    |

### Costruttori
| Pos | Team               | Punti |
| --- | ------------------ | ----- |
| 1   | Benetton-Renault   | 71    |
| 2   | Ferrari            | 53    |
| 3   | Williams-Renault   | 52    |
| 4   | Jordan-Peugeot     | 13    |
| 5   | Ligier-Mugen-Honda | 11    |

- Vengono indicate solo le prime 5 posizioni.